# Sammy Lawhorn
Samuel „Sammy“ David Lawhorn (* 12. Juli 1935 in Little Rock, Arkansas; † 29. April 1990 in Chicago, Illinois) war ein US-amerikanischer Bluesgitarrist, der, obwohl er nie eine Band gründete, als Begleitmusiker zu den meistaufgenommenen Bluesmusikern gehört.

## Leben und Werk
Lawhorn wuchs in Little Rock bei seinen Großeltern auf, da seine Eltern nach Chicago gegangen waren. Seine ersten musikalischen Eindrücke waren Straßenmusikanten und Bluessänger, die in Little Rock auftraten, so zum Beispiel Lightnin’ Hopkins, T-Bone Walker und Lowell Fulson. Lawhorns erstes Instrument war eine Ukulele, später eine akustische Gitarre, die er von seiner Mutter und seinem Stiefvater bekam, da die beiden das musikalische Interesse ihres Sohnes bemerkten und auch später das Geld für eine elektrische Gitarre beisteuerten.
Mit 15 Jahren begann seine musikalische Karriere, als er den Mundharmonikaspieler Elmore „Driftin’ Slim“ Mickle kennenlernte. Sonny Boy Williamson II. holte ihn in die King Biscuit Radio Show, wo er von Houston Stackhouse die Grundlagen des Slidegitarrenspiels lernte.
Die Jahre zwischen 1953 und 1958 verbrachte Sammy Lawhorn bei der Armee. Nach der Entlassung ging er nach Memphis, wo er Aufnahmen mit Roy Brown, Eddie Boyd, The Five Royales und mit dem Mundharmonikaspieler Willie Cobbs machte. In den späten 1950er-Jahren ging er nach Chicago, wo er ein beliebter Musiker in der dortigen Clubszene wurde. So spielte er mit Muddy Waters’ Band und bei Aufnahmen der Band mit Big Mama Thornton, John Lee Hooker und Otis Spann.
Lawhorn hatte Probleme mit Alkohol, was seine Musikkarriere beeinträchtigte. 1973 entließ ihn Muddy Waters und er kehrte in die Clubs zurück. Auch auf Plattenaufnahmen wie zum Beispiel James Cottons Take Me Back und Junior Wells’ On Tap war er zu hören. Der jahrelange Alkoholmissbrauch ruinierte seine Gesundheit, und die Nachwirkungen eines Einbruchs, bei dem Lawhorn aus einem Fenster im dritten Stock gestoßen wurde, trugen zu seinem frühen Tod 1990 bei.

## Alben mit Muddy Waters
- 1964: Folk Singer
- 1965: Real Folk Blues
- 1967: Brass and the Blues
- 1970: Back in the Good Old Days
- 1970: Goin’ Home: Live in Paris 1970
- 1970: They Call Me Muddy Waters
- 1970: Vintage Mud
- 1971: Dust My Broom
- 1971: London Muddy Waters Sessions
- 1971: Muddy Waters Live (At Mr. Kelly’s)
- 1972: Muddy Waters Live[2]

## Alben mit anderen Künstlern (Auswahl)
- 1979: Mojo Buford’s Blues Summit – Mojo Buford
- 1979: Swinging the Blues – Little Willie Anderson
- 1980: My Soul Is Blue – Johnny Dollar
- 1980: Spoon’s Life – Jimmy Witherspoon
- 1981: From the Heart of a Woman – Koko Taylor
- 1987: Take Me Back – James Cotton
- 1976: Sinner’s Prayer – Billy Boy Arnold
- 1976: Vacation from the Blues – Eddie Boyd
- 1978: Earthshaker – Koko Taylor[2]